# موراي ألبر
موراي ألبر (بالإنجليزية: Murray Alper)‏ مواليد 11 يناير 1904 في الولايات المتحدة - الوفاة 16 نوفمبر 1984 في لوس أنجلوس، هو ممثل أمريكي بدأ مسيرته الفنية سنة 1930. شارك في قرابة 200 فيلم. امتدت مسيرته الفنية لأكثر من 39 عاما.

## الأعمال
- الصقر المالطي
- يانكي دودل داندي

## روابط خارجية
- موراي ألبر على موقع IMDb (الإنجليزية)
- موراي ألبر على موقع أول موفي (الإنجليزية)
- موراي ألبر على موقع قاعدة بيانات برودواي على الإنترنت (الإنجليزية)
- موراي ألبر على موقع قاعدة بيانات الفيلم (الإنجليزية)